# 86 ق هـ
86 ق هـ هي السنة السادسة والثمانون السابقة للهجرة النبوية، وهي توافق ما بين سنتي 538 و539 حسب التقويم الميلادي، أي أنها بدأت في سنة 538م وانتهت في سنة 539م.

## وفيات
- عبد الملك بن مروان